# Sophie, hertiginna av Edinburgh
Sophie, hertiginna av Edinburgh, ursprungligen Sophie Helen Rhys-Jones, född 20 januari 1965 i Oxford, Oxfordshire, är en medlem av den brittiska kungafamiljen. Hon är sedan den 19 juni 1999 gift med Prins Edward, hertig av Edinburgh, Elizabeth II:s yngste son.

## Biograi

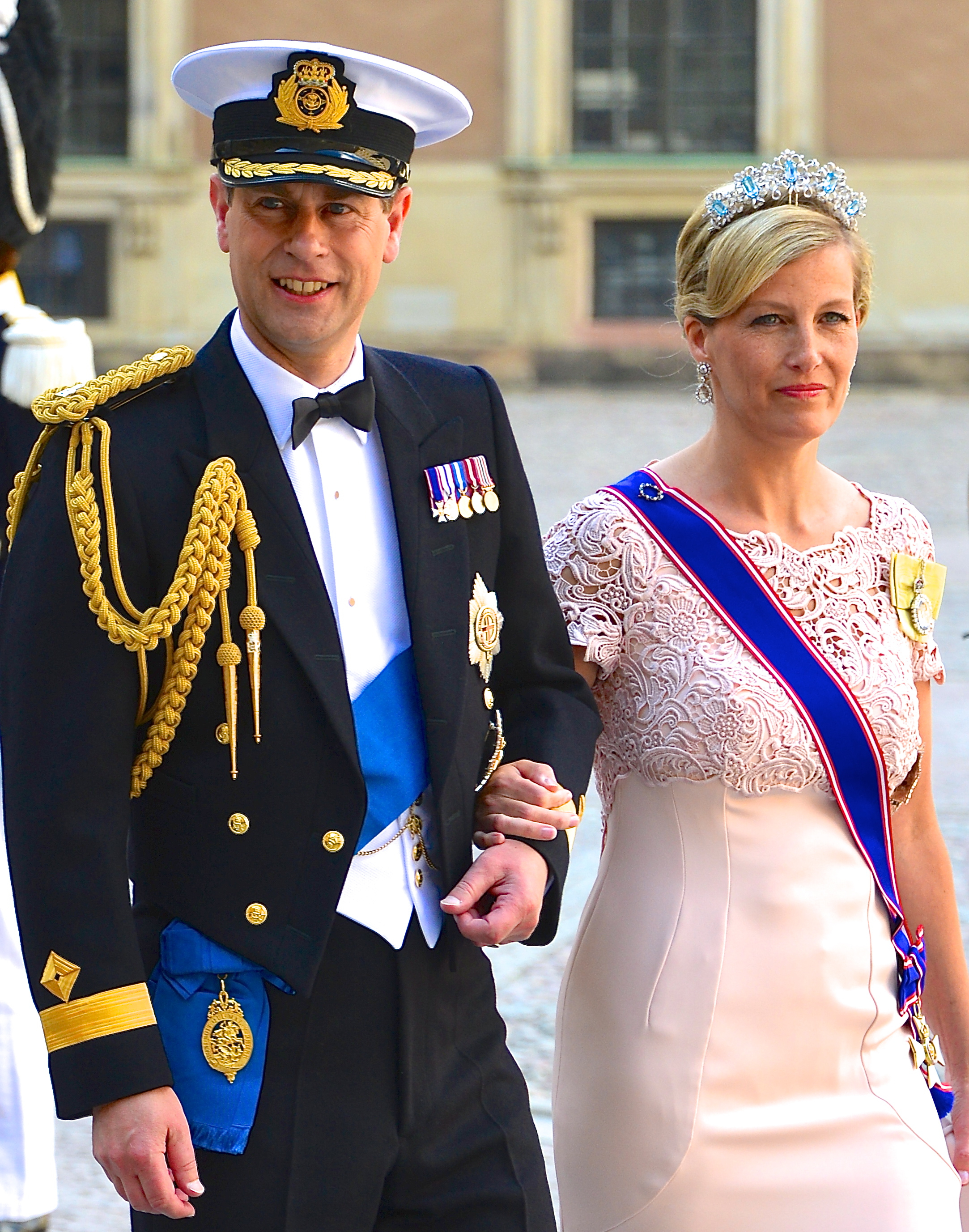
Sophie och Prins Edward, på väg in till slottskyrkan på Kungliga slottet inför vigseln mellan prinsessan Madeleine och Christopher O’Neill den 8 juni 2013.

Efter sin utbildning arbetade Sophie Rhys-Jones inom PR, och öppnade senare en egen PR-firma. Hon träffade prins Edward 1993 i samband med real tennis-spel. De förlovade sig i januari 1999 och gifte sig 19 juni 1999 i St. George's Chapel i Windsor.
Paret fick den 8 november 2003 dottern Louise och den 17 december 2007 sonen James.
Paret blev hertig och hertiginna av Edinburgh den 10 mars 2023.